# Kemóš
Kemóš (hebrejsky כְּמוֹשׁ, Kemoš‎), v českých překladech Bible přepisováno též jako Chámos – kanaánské božstvo války, přední bůh Moábců. Někteří badatelé ztotožňují toto božstvo s Molochem, neboť i Moábci obětovali svému božstvu své děti. V Bibli je však mezi těmito bohy rozlišováno. Někteří židovští komentátoři uvádějí, že v případě Kemóše se ve skutečnosti jednalo o černou skálu, která měla podobu ženy, a že bylo od ctitelů tohoto božstva vyžadováno, aby si vyholovali své hlavy. Podle jiné rabínské tradice byl Kemóš „uctíván nošením neupravených vlasů a zákazem oblékání sešívaných oděvů“.
Kromě Bible se o božstvu zmiňují i ugaritské texty, v nichž se jeho jméno vyskytuje také v podvojné podobě jako Aštar-Kemoš. Na některých místech je však jméno spojováno s výrazy označujícími bahno či dravého ptáka, které souvisejí s podsvětím. V jednom asyrském seznamu bohů je Kemóš ztotožněn s Nergalem – hlavním mezopotámským bohem podsvětí. V helénistickém období byl ale ztotožňován s řeckým Aréem, což dokládají i moábské mince, jež byly nalezeny v okolí Keraku.